# غلاوبريت
الغلاوبريت (بالإنجليزية: Glauberite)‏ هو معدن كبريتات كالسيوم الصوديوم صيغته صوديوم2كالسيوم(كبريتأكسجين4)2، والذي يتشكل كالإيفابورايت. اسمه يرتبط ارتباطاً وثيقاً بأملاح جلوبر. ونظراً لذوبانيته، غالباً مايتم إذابة الغلاوبريت بعيداً عن مصفوفة البلورة تاركة العث إلى المعادن الأخرى والتي تترسب لتمنحها شكل البلورة الشاذة.